# Arnaud Guigue
Pour les articles homonymes, voir Guigue.
Arnaud Guigue (né en 1963), agrégé de philosophie, est un essayiste français spécialiste de François Truffaut.

## Parcours
Arnaud Guigue rédige des ouvrages pédagogiques de philosophie morale et politique aux PUF.
Il publie son premier récit à 36 ans, À dans quinze jours, réflexion sur le divorce et la relation père-fils.
Il enseigne l’esthétique du cinéma à l’université de Paris 3 jusqu’en 2013 et organise des colloques sur le cinéma au Collège international de philosophie.
Ses travaux portent sur la Nouvelle Vague, notamment à travers l'œuvre de François Truffaut. Il a codirigé avec Antoine de Baecque le Dictionnaire Truffaut.
Il a aussi publié Le Principal, qui raconte son expérience de principal de collège.
Il est depuis 2017 proviseur dans un lycée de l’académie de Créteil.

## Publications
- État, Droit, Justice, PUF, 1996
- Premières Leçons sur l'Éthique à Nicomaque d'Aristote, PUF, 1997
- À dans quinze jours, Bayard presse & édition, 2000
- François Truffaut. La Culture et la Vie, L'Harmattan, 2002
- Pour une cinéphilie grand angle, éditions Séguier, 2009
- Truffaut & Godard. La querelle des images, CNRS éditions, 2014. Biblis, 2023
- Le Principal, JC Lattès, 2016
- L'Ordinaire au cinéma, CNRS éditions, 2021
- Je suis celle que vous cherchez, Les Arènes, 2024

### Édition ou direction d'ouvrage
- Dictionnaire Truffaut (codirigé avec Antoine De Baecque), La Martinière (éditions), 2004
- Auguste Comte, correspondance avec Clotilde de Vaux (édition présentée et annotée par Arnaud Guigue), Mercure de France, 2021

## Filmographie
- Truffaut / Godard, scénario d'une rupture (coauteur), documentaire réalisé par Claire Duguet[1]